# Microcodice
Il microcodice è un insieme di istruzioni di basso livello, che controllano direttamente il microprocessore. La loro esecuzione viene cioè realizzata direttamente dall'hardware, a livello logico di microprocessore.
Il microcodice non sempre è contemplato nel progetto architetturale dei microprocessori.
Per esempio, è completamente assente nel celebre MOS 6502 e nei processori RISC delle prime generazioni.
Non è presente nei famosi ARM degli anni ottanta, e nei primi SPARC della SUN, e in molti processori dedicati.
In tutti questi processori senza microcodice, le istruzioni al microprocessore sono direttamente eseguite dalla logica digitale.
Naturalmente queste istruzioni devono essere elementari, poco più complesse di quelle che compongono il set di istruzioni del microcodice in un microprocessore che lo utilizza.
In un microprocessore le cui istruzioni sono decodificate da un livello di microcodice, una singola istruzione in linguaggio macchina può essere tradotta in una serie di istruzioni in microcodice. 
Nella maggior parte dei computer che utilizzano il microcodice esso risiede in una speciale memoria ad alta velocità, chiamata "control store", racchiusa all'interno del processore stesso. 
Questa memoria può risiedere nella memoria di sola lettura, oppure altre soluzioni prevedono un microcodice programmabile, che viene collocato nella EEPROM.
Se il microcodice è programmabile, può essere aggiornato per risolvere eventuali bug nel set di istruzioni o per implementare nuove istruzioni. 
Il microcodice permette inoltre ad un'architettura di emularne un'altra, più semplice o più complessa.
Nei moderni microprocessori, che hanno una architettura estremamente complessa, si trovano comunemente uno o più livelli di microcodice (il livello più basso è chiamato a volte nanocodice), mentre è ormai raro trovare applicazioni architetturali che non prevedano alcun livello di microcodice.